# Kastamonu (prowincja)
Kastamonu (tur. Kastamonu ili) – jedna z 81 prowincji Turcji, znajdująca się w północnej części kraju.
Od zachodu graniczy z prowincjami Bartın i Karabük, od południa z prowincjami Çankırı i Çorum oraz od wschodu z prowincją Synopa.
Władzę w prowincji sprawuje deputowany przez turecki rząd.
Powierzchnia prowincji to 13 108 km². Liczba ludności zgodnie z danymi z 2006 roku wynosi 322 759, a gęstość zaludnienia 24,62 osoby/km². Stolicą prowincji jest Kastamonu.

## Podział administracyjny
Prowincja Kastamonu dzieli się na 20 dystryktów. Są to:
- Abana
- Ağlı
- Araç
- Azdavay
- Bozkurt
- Çatalzeytin
- Cide
- Daday
- Devrekani
- Doğanyurt
- Hanönü
- İhsangazi
- İnebolu
- Kastamonu
- Küre
- Pınarbaşı
- Şenpazar
- Seydiler
- Taşköprü
- Tosya